# Intento de consagración del Perú al Sagrado Corazón de Jesús
El intento de consagración del Perú al Sagrado Corazón de Jesús fue un fallido intento de consagración del país andino por parte del arzobispo de Lima Emilio Lisson acaecido entre el 20 y el 26 de mayo de 1923 durante la cual se desataron enfrentamientos entre opositores a tal medida y las fuerzas de seguridad en las que fallecieron cinco personas, entre opositores y efectivos policiales. 

## Acontecimientos
En julio de 1922, el arzobispo de Lima, Emilio Lisson, a semejanza de la consagración al Sagrado Corazón de Jesús realizada en España con el rey Alfonso XIII en 1919, quiso consagrar al Perú a dicha devoción. De esta forma, Lisson comunicó a la nunciatura su intención, sin éxito. En enero de 1923, Lisson le comunicó a la nunciatura que se había tomado la decisión de llevar la ceremonia de consagración el 29 de mayo. A pesar de los intentos del nuncio de suspender tal acto, Lisson siguió adelante. El 20 de marzo, Lisson envió una circular convocando a los obispos a una Asamblea Episcopal para el 20 de mayo, durante la cual, comunicó Lisson, se desarrollaría la consagración como acto de clausura.Además del apoyo de los obispos peruanos, Lisson tenía respaldo de Pedro Rama y Gamio, hombre de confianza de Augusto B. Leguía, dictador peruano que había llegado al poder en 1919 tras un golpe de Estado inaugurando el período conocido como el Oncenio.
El 25 de abril de aquel año se emitió una Instrucción Pastoral en donde se declaraba que:
La República Peruana, católica por convicción, por tradición y por la Constitución, será consagrada oficialmente al Sacratísimo Corazón de Jesús en el próximo mes y la Imagen de este Sacratísimo Corazón, será entronizada en la plaza principal de esta Capital. Tomada esta determinación por el Episcopado nacional, interpretando la voluntad de sus feligreses ha sido comunicada al Señor D. Augusto B. Leguía, Presidente Constitucional de la República, quien, en su calidad de Patrono de la Iglesia del Perú se ha dignado tomar el acto bajo su oficial y alta protección y señalará el día y dictará las medidas que estime convenientes.
El 27 de abril se hizo pública el intento de consagración a través del periódico católico La Tradición. Aunque en un principio el comunicado pasó inadvertido, a partir del 12 de mayo empezaron a surgir artículos en la prensa contrarios a la consagración. Clemente Palma, a través de la revista Variedades, manifestó su oposición escribiendo que: "No debemos jugar con fuego. Ese fuego de divino amor podría convertirse... en fuego del infierno". Los periódicos La Crónica y El Comercio se opusieron a la consagración declarando que dicho acto era inoportuno y ridículo ya que tales acciones eran de asunto privado y no públicos. Los opositores al acto, además, veían la consagración como un acto político en beneficio de Leguía para canalizar las masas católicas a su favor en las elecciones de 1924 mientras que los adherentes a la consagración veían tal acto como una consagración religiosa y no política.  Ante las críticas, el 18 de mayo, Lisson publicó en El Amigo del Clero una exhortación pastoral que fue publicada como artículo en El Tiempo. A pesar de que el artículo tenía por intención reducir las tensiones provocadas, estas siguieron aumentando. Mientras la polémica acaecía, a escultura fue diseñada por Artemio Ocaña y fundida en la Escuela de Artes y Oficios bajo la dirección de Enrique San Román y José Vallejo.
El 20 de mayo se empezó a organizar un movimiento de protesta contra la consagración por parte de los estudiantes de la Universidad Nacional Mayor de San Marcos (UNMSM). Hasta el momento, el nuncio había tenido conversaciones tanto con Leguía como Lisson, quienes aseguraron que el acto se desarrollaría sin incidentes. El 21 de mayo, se sumaron a las protestas estudiantes de las Universidades Populares Gonzáles Prada, así como organizaciones obreras. Se acordó realizar una asamblea estudiantil contra la consagración para el día 23, luego de esto, recorrieron las calles al grito de "¡Abajo los frailes!" o "¡Abajo la imposición clerical!". El día 22, se reportó la aparición de pintas opositoras y anticlericales en muros y fachadas. Ante los acontecimientos, el nuncio intervino en la asamblea episcopal solicitando que la consagración se traslade para el 9 de diciembre, aniversario de la batalla de Ayacucho.
El 23 de mayo de 1923, diversos opositores a la consagración se reunieron en la facultad de letras de la UNMSM. En dicho lugar, Víctor Raúl Haya de la Torre, como principal dirigente, junto a otros dirigentes estudiantiles y obreros firmaron una moción contra la consagración y conformaron el "Frente Único", que acordó promover medidas para la laicización del Estado y una marcha de protesta. Entre los manifestantes reunidos se encontraban liberales, masones, anarquistas, izquierdistas, opositores a Leguía, personas de credo protestante y afiliados al YMCA. Tras un mitin, los manifestantes se dirigieron a la plaza mayor de Lima dividiéndose en dos grupos. El primer grupo se dirigió por la Avenida Colmena mientras el segundo grupo tomó el actual Jirón Azángaro.
En el Jirón Azángaro se originó un violento enfrentamiento entre manifestantes y las fuerzas de seguridad durante las cuales se hizo uso de armas de fuego mientras los manifestantes lanzaban piedras y adoquines. Producto del enfrentamiento murieron el estudiante sanmarquino Manuel Alarcón y el obrero Salomón Ponce, además de tres efectivos de seguridad. Ante esto, se convocó un paro general, que fue acatado de forma parcial. El 24, los cuerpos de los manifestantes fallecidos fueron velados en la UNMSM, siendo luego trasladados en una comitiva hacia el cementerio. A la par, estudiantes y obreros recorrieron las calles bajo el grito de "¡Muerte al arzobispo!" o "¡Abajo el Corazón de Jesús!". El 25, Leguía, a través de su vicepresidente, comunicó a Lisson la conveniencia de suspender la consagración. El 26 de mayo, se anunció a través de periódicos la suspensión de la ceremonia.
El acto es considerado como un hito precedente a la fundación del APRA.